# Глазунов, Игорь Александрович
Игорь Александрович Глазунов (род. 22 мая 1935, Челябинск) — заслуженный учитель школы РСФСР.

## Краткая биография
Родился 22 мая 1935 года в Челябинске.
- В 1959 окончил Челябинский политехнический институт по специальности инженера-металлурга, работал мастером в термическом цехе Челябинского тракторного завода.
- С 1962 работает педагогом в Челябинском металлургическом техникуме.
- С 1982—1989 — директор техникума (в настоящее время металлургический колледж). В эти годы колледж под его руководством смог стать одним из ведущих ССУЗов области и металлургического комплекса СССР. За высокие педагогические достижения 26 июня 1984 года его опыт был одобрен Бюро ЦК ВЛКСМ и коллегии Министерства высшего и среднего специального образования СССР и Министерства чёрной металлургии СССР, а сам колледж удостоен Диплома II степени и серебряной медали ВДНХ СССР.[2]

## Награды и звания
- Заслуженный учитель школы РСФСР (1989).[1]
- Орден «Знак Почёта» (1981)
- Медали
- Нагрудный знак «За отличные успехи в среднем специальном образовании» (1984)
- Серебряная медаль ВДНХ СССР (1984)